# Mieczysław Cieślak
Mieczysław Cieślak (ur. 14 stycznia 1938 w Warszawie, zm. 25 listopada 2002 w Gdyni) – polski artysta fotograf. Członek rzeczywisty Związku Polskich Artystów Fotografików. Członek Stowarzyszenia Marynistów Polskich.

## Życiorys
Mieczysław Cieślak absolwent Wydziału Elektrycznego Politechniki Warszawskiej, związany z mazowieckim i pomorskim środowiskiem fotograficznym – mieszkał, pracował, tworzył w Warszawie, w 1985 osiedlił się w Gdyni. Miejsce szczególne w jego twórczości zajmowała fotografia dokumentalna, fotografia krajobrazowa oraz fotografia marynistyczna. Od 1962 roku uczestniczył w działaniach warszawskiej grupy twórczej Stodoła. W późniejszym czasie został członkiem grupy twórczej STS 60. Był członkiem Stowarzyszenia Marynistów Polskich, w którym (od 1998 roku) pełnił funkcję członka Zarządu SMP (po prezesa Zarządu). 
Mieczysław Cieślak był autorem i współautorem wielu wystaw fotograficznych; indywidualnych i zbiorowych. W 1968 roku został przyjęty w poczet członków Związku Polskich Artystów Fotografików, w którym (w czasie późniejszym) uczestniczył w pracach Zarządu Głównego ZPAF. W 1984 został uhonorowany Doroczną Nagrodą Ministra – Kierownika Urzędu Gospodarki Morskiej. 
Mieczysław Cieślak zmarł 25 listopada 2002, pochowany na Cmentarzu Komunalnym w Kosakowie.

## Odznaczenia
- Odznaka „Zasłużony Działacz Kultury”
- Odznaka honorowa „Zasłużony Pracownik Morza”
- Odznaka „Złotej Syrenki”
- Medal 40-lecia Polski Ludowej
- Złoty Krzyż Zasługi

Źródło

## Cykle fotograficzne
- Plenery warszawskie
- Barwy morza
- Wiślany flis do Gdańska na jego tysiąclecie
- Trzymajmy się morza
- Słoneczna Gdynia – miasto i port z morza i marzeń

Źródło